# Chandler Zavala
Chandler Zavala (Boynton Beach, Florida; 2 de abril de 1999) es un jugador profesional estadounidense de fútbol americano, se desempeña en la posición de lineman en Carolina Panthers, en la National Football League (NFL).

## Carrera
Hizo su debut profesional con el equipo Carolina Panthers, lleva jugando una temporada, comenzó en el 2023.